# هاني دعبس
هاني دعبس كاتب وصحافي مصري، بدأ حياته الصحافية عام 2005 تزامنًا مع صدور جريدة «روزاليوسف» اليومية، قبل تخرجه في كلية الحقوق العام 2006، ثم تدرج في المناصب القيادية بالجريدة، حتى أصبح عضوًا في مجلس تحريرها، ومشرفًا عامًا على صفحتها الأولى، وتولى إدارة العديد من الصحف، منها جريدة الصباح حيث شغل منصب مدير عام التحرير، وجريدة البوابة.

## إنجازاته صحفية
تميز في التغطيات الإخبارية للأحداث التي تأججت بالساحة المصرية قبل ثورة 25 يناير، كما لاقت تحقيقاته الاستقصائية ومغامراته الصحافية اهتمامًا بالغًا، ومنها التحقيق الذي كشف فيه عن مافيا التهريب بالبحر المتوسط، والذي جعله أول صحفي مصري يكرمه البرلمان، ثم نشر بعدها تحقيقًا مثيرًا عن حقول الألغام، وساهم التحقيق في رفع المعاناة عن ضحايا الألغام في الساحل الشمالي الغربي المصري.

## مسيرته الأدبية
صدرت له رواية «الحب في زمن الثورة» في عام 2014، والتي تعد أول عمل أدبي يؤرخ لثورتي 25 يناير و30 يونيو في إطار رومانسي إجتماعي سياسي، وحققت نجاحًا واسعًا حيث دخلت قائمة الكتب الأكثر مبيعًا في الخليج بعد 4 أشهر من صدورها، ثم أصدر رواية «ريكورد» التي دخلت قوائم الكتب الأكثر مبيعًا في معرض القاهرة للكتاب عام 2015، وبعدها بعامين أصدر روايته الثالثة «مدينة الطالبات» وكانت من أكثر الكتب مبيعًا في معرض القاهرة.